# Боголюбовка (Чишминский район)
Боголюбовка (баш. Боголюбовка) — деревня в Чишминском районе Башкортостана, относится к Аровскому сельсовету. 

## Население
| 2002 | 2009 | 2010 |
| ---- | ---- | ---- |
| 64   | ↘42  | ↘36  |

Национальный состав
Согласно переписи 2002 года, преобладающие национальности — украинцы (62 %), русские (26 %).

## Географическое положение
Расстояние до:
- районного центра (Чишмы): 21 км,
- центра сельсовета (Арово): 4 км,
- ближайшей ж/д станции (Юматово): 15 км.

## Известные жители
- Зайцев, Михаил Алексеевич - бывший председатель Государственного Собрания - Курултая Республики Башкортостан.
- Яценко, Киприан Александрович (1865/1866—1935) — преподобномученик русской православной церкви.